# ムザッファル・ジャング
ムザッファル・ジャング（ウルドゥー語: مظفرجنگ, Muzaffar Jung, 生年不詳 - 1751年2月3日）は、インドのデカン地方、ニザーム王国（ハイダラーバード王国）の第3代君主（ニザーム、在位：1750年 - 1751年）。

## 生涯

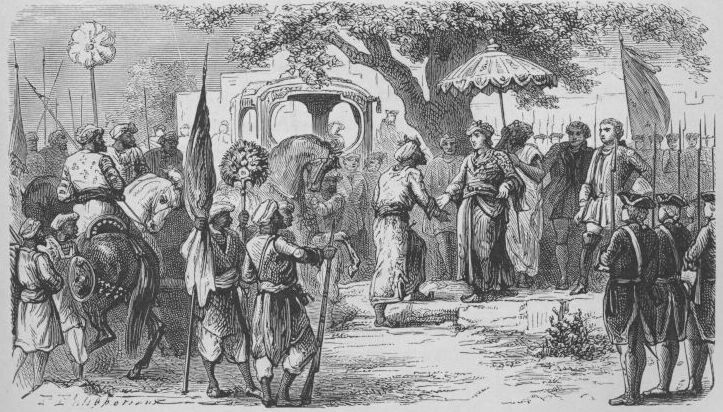
ムザッファル・ジャングとデュプレクス

1748年6月、祖父カマルッディーン・ハーンが没した時、その相続者である彼の長男ガーズィー・ウッディーン・ハーンは、父の代理としてムガル帝国の首都デリーの宮廷に出仕していた。
この機をついて、次男のナーシル・ジャングがニザームを宣言したが、甥であるムザッファル・ジャングはこれに強硬反対し、フランスのデュプレクスやチャンダー・サーヒブらと同盟した。
そして、1748年8月、ムザッファル・ジャングはチャンダー・サーヒブ、デュプレクスとともに、アンブールでカルナータカ太守アンワールッディーン・ハーンを殺害し（アンブールの戦い）、第二次カーナティック戦争を引き起こした。
1750年12月6日、叔父のナーシル・ジャングが戦争で死亡し、ムザッファル・ジャングは新ニザームとなった。彼はその謝礼として、同月31日にフランス東インド会社にポンディシェリー近郊の領地とマスリパタムを与え、会社とその軍隊にそれぞれ50万ルピーを払った。
また、デュプレクス個人にも200万ルピーと年10万ルピーの収益のあるジャーギールを授けた。そのうえ、彼はクリシュナ川からカニヤークマーリーにまで及ぶ東海岸一帯のムガル帝国領の名誉知事に任命された。
そのうえ、デュプレクスはニザームを敵から保護する名目で、自身の右腕であるビュシーをハイダラーバードに配置した。これは表向きだけで、実際にはフランスの勢力をニザーム王国の宮廷において維持するのが目的であった。
しかし、1751年2月3日にムザッファル・ジャングはラッキレッディパッリで自身と敵対する勢力との戦闘のさなか、カルヌールのナワーブに頭を槍で刺されて殺害された。
その後、ナワーブも直ちに殺害されたが、ビュシーはこの重大な危機に際し、その叔父サラーバト・ジャングを新ニザームとした。